# 雷穆斯·科夫勒
雷穆斯·科夫勒（羅馬尼亞語：Remus Kofler，1902年？月？日—1954年4月17日），“国内派”，罗马尼亚政治人物，罗马尼亚共产党领导人，1954年被职责为卢克雷奇·帕特拉什卡努集团，随后遭到处决。